# Diasporus gularis
Espèce
Synonymes
- Hylodes gularis Boulenger, 1898
- Hyloxalus huigrae Fowler, 1913
- Eleutherodactylus gularis (Boulenger, 1898)

Statut de conservation UICN

 LC  : Préoccupation mineure
Diasporus gularis est une espèce d'amphibiens de la famille des Eleutherodactylidae.

## Répartition
Cette espèce se rencontre en Colombie et en Équateur du niveau de la mer à 1 200 m d'altitude à l'Ouest de la cordillère Occidentale.

## Publication originale
- Boulenger, 1898 : An account of the reptiles and batrachians collected by Mr. W. F. H. Rosenberg in western Ecuador.  Proceedings of the Zoological Society of London, vol. 1898, no 1, p. 107-126 (texte intégral).